# Neil Armfield
Neil Geoffrey Armfield (Sydney, 22 aprile 1955) è un regista australiano.

## Biografia
Nato e cresciuto a Sydney, si è laureato presso l'Università di Sydney nel 1977.
Dal 1985 ha collaborato assiduamente con il Belvoir St Theatre di Sydney, dirigendo molti classici del teatro rinascimentale, contemporaneo e moderno, tra cui Zio Vanja con Toni Collette (1992) e Amleto (1994) e La tempesta (1995) con Cate Blanchett. Ha inoltre diretto la prima australiana di Angels in America - Si avvicina il millennio a Melbourne (1993) e, a livello internazionale, opere di prosa al National Theatre e all'Hampstead Theatre di Londra e a Broadway, tra cui un allestimento di Il re muore con Geoffrey Rush e Susan Sarandon nel 2009.
Ha diretto numerose opere liriche per l'Opera Australia, tra cui Jenůfa, Tristano e Isotta, Billy Budd e l'intera tetralogia dell'Anello del Nibelungo. A livello internazionale, ha diretto allestimenti di Sweeney Todd: The Demon Barber of Fleet Street all'Opera di Chicago e alla Royal Opera House. Ha inoltre diretto opere liriche per la Welsh National Opera (Ariadne auf Naxos, Billy Budd, Le Nozze di Figaro), l'English National Opera (Il prigioniero) e diverse opere di Benjamin Britten per la Houston Grand Opera.
Attivo anche in campo cinematografico, ha diretto e co-sceneggiato il film Paradiso + Inferno, che gli è valso l'AACTA alla migliore sceneggiatura non originale nel 2006, e Holding the Man, per cui ha ottenuto una candidatura all'AACTA al miglior regista nel 2015.
Dichiaratamente gay, fu vittima di un'aggressione omofoba a Sydney nel 1988.

## Filmografia parziale
- Paradiso + Inferno (Candy) (2006)
- Holding the Man (2015)